# Kolíkovník mořský

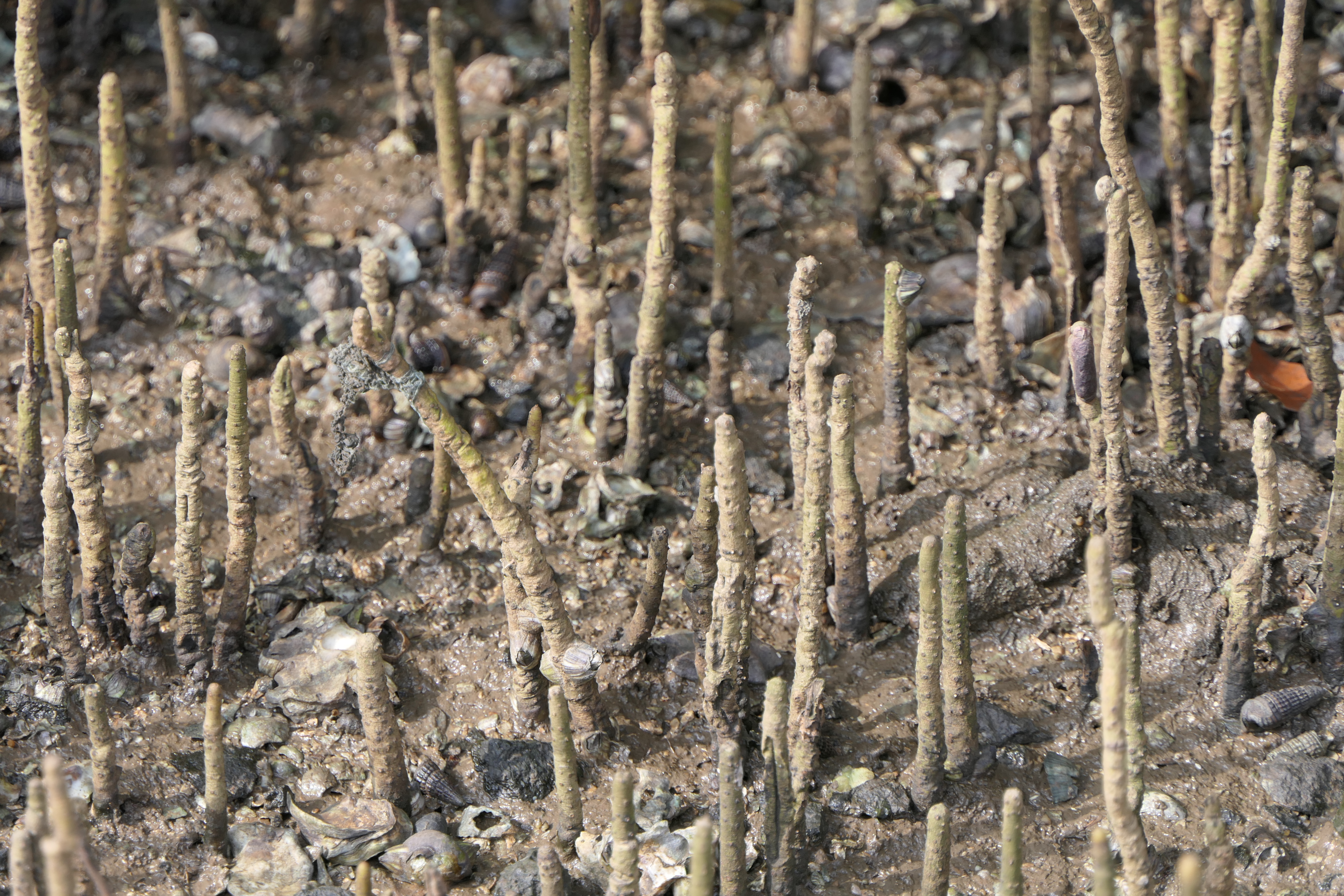
Dýchací kořeny při odlivu

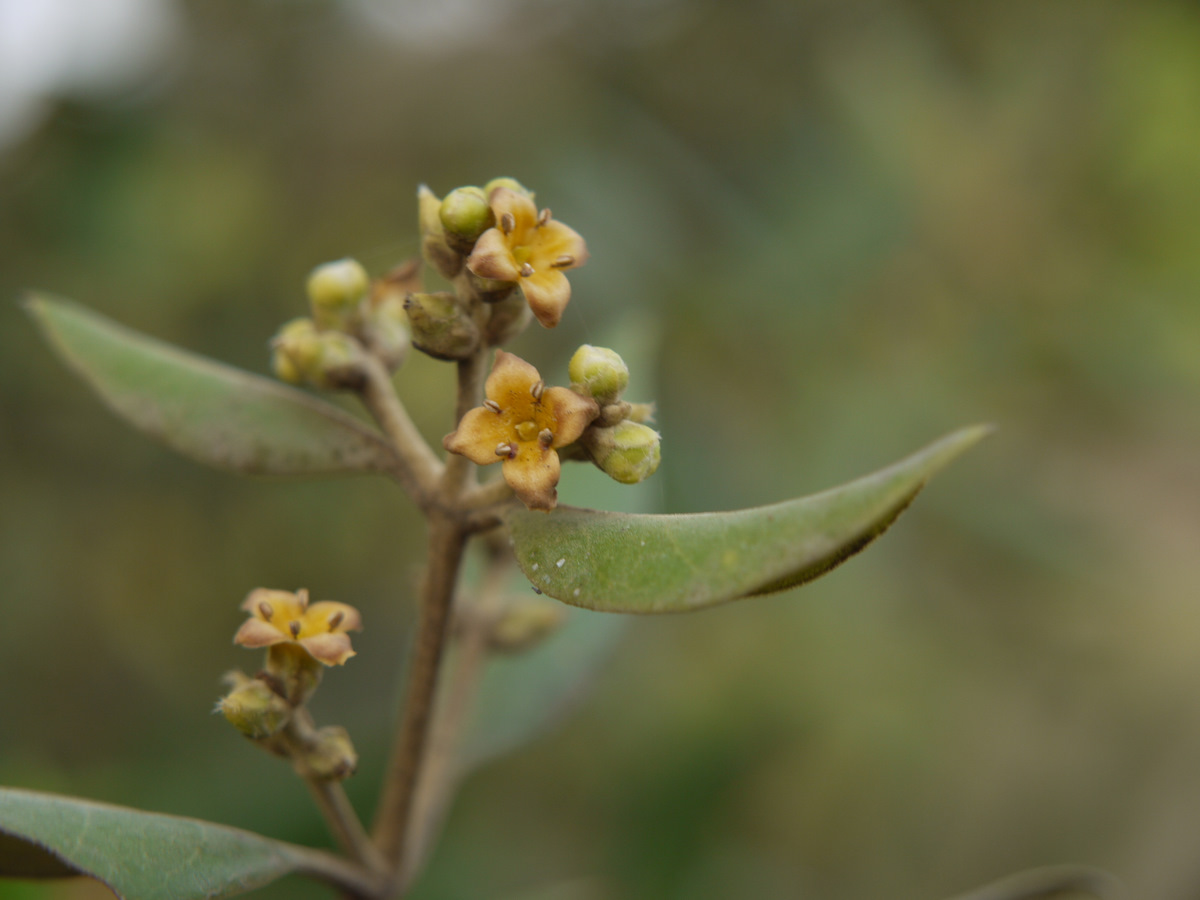
Květenství

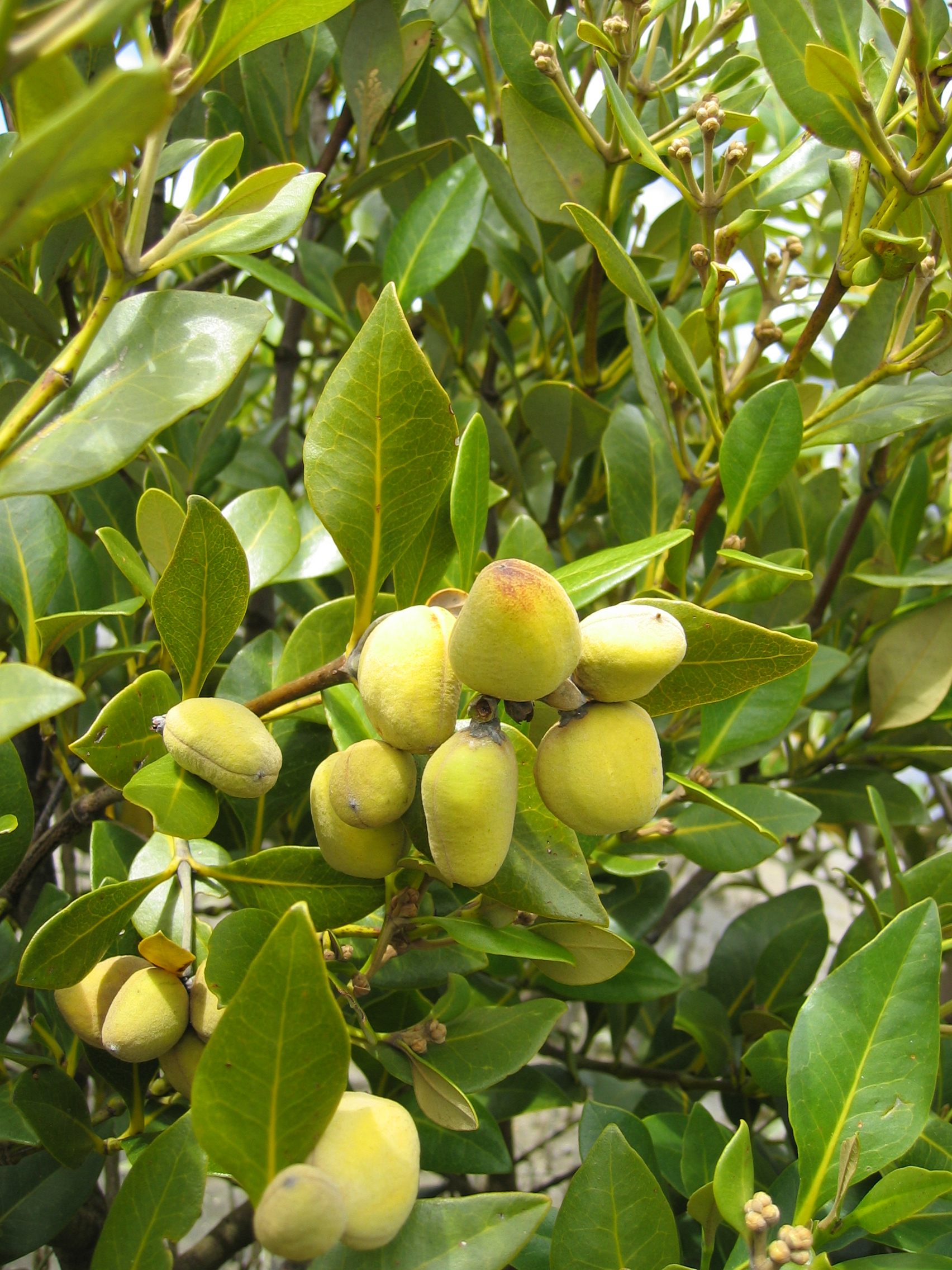
Nezralé plody

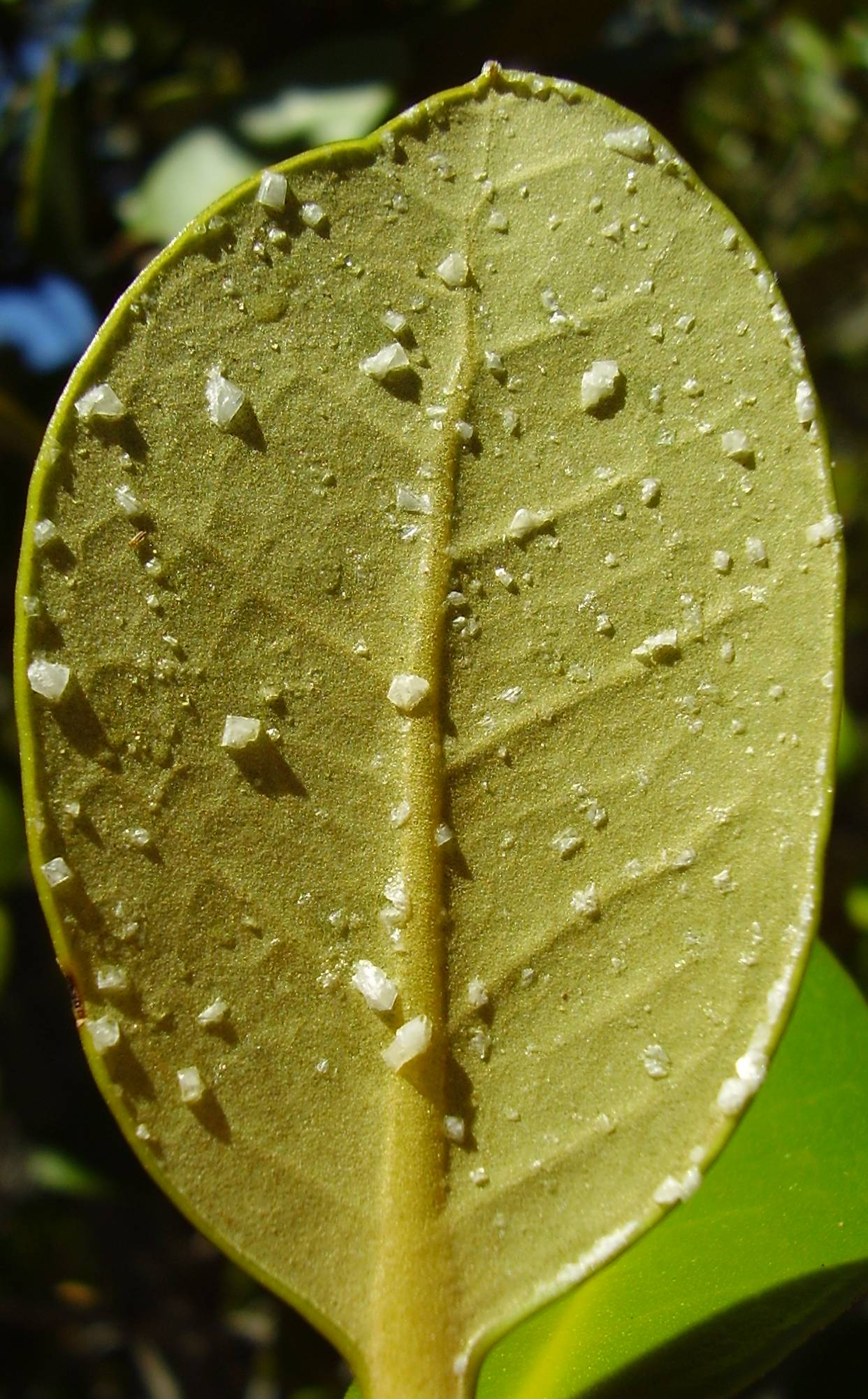
Sůl vyloučená z vody

Kolíkovník mořský (Avicennia marina) je malý až středně velký stálezelený strom, nebo vzpřímený vyšší keř, rostoucí v mangrovech, na pobřežních bažinatých půdách přilehlých k subtropickým nebo tropickým mořím. Je významnou složkou vegetace mangrovů, která je důležitým prvkem při ochraně břehové linie.
Rod kolíkovník prodělal pouť v rostlinném systému. Býval někdy klasifikován do samostatné čeledě Avicenniaceae, jiní autoři jej pokládali za součást čeledě sporýšovitých. Současné systémy založené na molekulárně-biologických znacích je zařazují do čeledě paznehtníkovitých. Samotný rod je pojmenován po středověkém perském lékaři, matematiku a filosofu Avicennovi.

## Rozšíření
Je poměrně běžná dřevina, která je považována za nejodolnější druh mangrovů na pobřeží Indického a Tichého oceánu. Vyskytuje se v rozlehlém areálu, který zasahuje na jižní polokouli až po Severní ostrov Nového Zélandu, po stát Victoria v Austrálii a Kapsko v Jihoafrické republice. Na severní polokouli je rozšířen po Egypt v Rudém moři, Írán v Perském zálivu a okolo Pákistánu, Indie a Indočíny až po severovýchod Číny a ostrov Taiwan). V Indickém oceánu se vyskytuje od východního pobřeží Afriky přes celou indomalajskou oblast až po již oceánickou Novou Guineu. Na západě Tichého oceánu je rozšířen od pobřeží Filipín až po ostrovní státy Nová Kaledonie, Guam a Vanuatu.
Rozlehlý areál dokládá, že kolíkovník mořský je uzpůsoben k růstu při rozdílné teplotě vody i vzduchu. Prokazuje také toleranci vůči odlišné vzdušné vlhkosti, neboť se vyskytuje podél pobřeží s navazujícím pouštním prostředím, stejně jako na místech zaústěných do vlhkých deštných lesů. Vyskytuje se ojediněle až do nadmořské výšky 50 m n. m. Nejčastěji jej lze nalézt v širokých ústích řek v oblastech s nižším rozdílem výšky mořské hladiny mezi přílivem a odlivem.

## Ekologie
Jedná se o průkopnický druh vyskytující se na bahnitých mořských pobřežích s vysokým podílem naplaveného písku. Roste na místech, která jsou pravidelně zaplavována v průběhu přílivu a obnažována při odlivu. Je netolerantní vůči stínu a prospívá v půdě s pH 6,0 až 8,5. Vyskytuje se v oblastech s průměrnou teplotou 17 až 26 °C a ročními srážkami od 1000 po 4500 mm, ojediněle i v sušší oblasti jen s 200 mm. Snáší salinitu vody až 85 ‰, přestože má růstové optimum do 30 ‰. Je však velmi citlivý na herbicidy spláchnuté z polí do řek a přitékající do jejich ústí, je však tolerantní k těžkým kovům obsaženým v půdě i vodě.
V nejextrémnějších blátivých stanovištích, na přímém styku pevniny s mořem, často kolíkovník mořský vytváří jednodruhové porosty, které bývají bez bylinného patra. Vyrůstá v řekách od mořského pobřeží nejvýše po místa, ke kterým sahá vzdutá hladina při běžném přílivu. Jedná se o druh, který často jako prvý kolonizuje nově vzniklé bahnité plochy. V přírodních podmínkách je odolný druh, dobře regeneruje z pařezů a dokáže se brzy obnovit i po hrubém poškození větrem či mořským příbojem. Má pod kůrou hojně spících pupenů a umí se rychle vzpamatovat i po odstraněných hlavních větví.

## Popis
Kolíkovník mořský může být strom vyrůstající do výšky 5 m, ojediněle 10 m, nebo 3metrový vzpřímeně rostoucí keř. Kmen stromu dosahuje tloušťky nejvíce 40 cm a bývá porostlý krátkými dýchacími kořeny nesahajícími do vody. Koruna stromu je bohatě větvená a většinou zakulacená, kůra kmene i hlavních větví je hladká, žlutavá nebo bělavě šedá či žlutozelená s četnými lenticelami. Dřeviny mají husté, navzájem propletené kořeny, ze kterých vyrůstá mnoho dýchacích kořenů z půdy kolmo vzhůru a jsou dlouhé 15 až 30 cm a tlusté asi 1 cm. Tyto kořeny mají na povrchu buňky, jež umožňují rostlině při odlivu jímat nedostatkový kyslík přímo ze vzduchu, neboť ten je v neprovzdušněné bahnité půdě nedostatkový. Při trvale zatopených dýchacích kořenech se však přechod plynů nemůže uskutečnit a ony odumírají.
Listy vyrůstající vstřícně mají řapíky dlouhé asi 0,5 cm a jejich čepele jsou tlusté a kožovité, bývají tvaru eliptického, kopinatého nebo vejčité a mají protáhlou špičku. Obvykle jsou dlouhé 3 až 10 cm a široké 1 až 4 cm, na bázi bývají klínovité a na vrcholu špičaté či tupé, po obvodě celokrajné, na lícní straně olivově světle zelené a lysé, na rubové žlutě zelené, šedavé a někdy hedvábitě chlupaté, mívají osm až patnáct párů bočních žilek. Po obou stranách listů, nejvíce ale na rubové, jsou roztroušené dýchací průduchy a solné žlázy vyměšující krystaly přebytečné soli vstřebané kořeny z mořské vody.
Květy jsou jen asi 0,5 cm velké, bílé či krémově žluté, oboupohlavné a sladce vonné. Přisedlé květy vyrůstají v krátkých vidlanovitých květenstvích po 10 až 30 květech, každý má 3mm listen a dva 2mm listence. Kalich se střechovitě uspořádanými plátky je hluboce pětilaločný, krátká, zvonkovitá koruna je tvořena čtyřmi srostlými plátky. V korunní trubce dlouhé 5 mm jsou čtyři tyčinky střídající se s korunními plátky, které mají na vnitřní straně žlázky produkující nektar. Přisedlý svrchní semeník, vytvořený ze dvou plodolistů je jednopouzdrý a obsahuje čtyři vajíčka, bliznu se dvěma tupými laloky nese nepatrná čnělka. Květ bývá rozvitý po dobu dvou až pěti dnů, pyl v jeho prašnících dozrává ještě před uzráním vajíček a proto je samoopylení jen málo pravděpodobné. Doba kvetení jednotlivých stromů či keřů není synchronizována, tím se minimalizuje konkurence u hmyzích opylovačů (včel a much). Kvetou a plodí však pravidelně každoročně, doba uzrání plodů závisí na teplotě, v tropických oblastech podél rovníku dozrají za dva až tři měsíce po opylení, kdežto v subtropickém až mírném klimatu Nového Zélandu i za devět či deset.
Plod je široce eliptická, žlutozelená až šedá, kožovitá, jednopouzdrá, poněkud do šikmá stlačená tobolka dlouhá asi 2 cm a široká 1 cm, ve které se otvírají dvě víčka. Obsahuje pouze jedno zploštělé, v obrysu široce eliptické až vejčité asymetrické semeno, jenž má špičku a obsahuje hojně masitého endospermu. Semeno se nazývá „živorodé“, jeho embryo se dvěma podélně složenými děložními lístky a chlupatým kořínkem roztrhá obal a začíná epigeicky klíčit již v době, kdy je ještě uzavřeno v tobolce a visí na stromě. Ze semene se rozvinou děložní lístky, které se účastní fotosyntézy a mezi nimi začne růst zárodečný pupen stonku plumula. Naklíčené semeno s kořínkem spadne v příhodné době se stromu na měkkou bahnitou půdu a mladá rostlinka je připravena rychle zakořenit. Obvykle se tak stane po odlivu a nový semenáč musí do příštího odlivu zapustit kořínky do půdy tak, aby jej ustupující voda nespláchla do moře. Plody s klíčícími semeny mohou plavat ve slané vodě po dobu až pěti měsíců, aniž by ztratily svou životaschopnost. Většina plodů nezakořeňuje od mateřské rostliny dál než 1 km, jen velmi málo se jich úspěšně rozptýlí na více než 10 km. Umělá výsadba se většinou nepraktikuje, neboť přirozená reprodukce bývá úspěšná. Semena jsou náchylná na vysychání, při kterém se jim podstatně krátí životnost.

## Význam
Dřevo ze stromu kolíkovníku mořského je žlutavé až šedé barvy, má jemnou a rovnoměrnou strukturu, je těžké, pevné a trvanlivé, bývá poměrně rovné a dobře odolává vlhkému prostředí, podobně jako termitům. Kůra je bohatá na tanin a poskytuje načervenalá a hnědá barviva. Používá se při stavbě menších lodí na stožáry a žebra kýlů, na plotové kůly i piloty pod dřevěné stavby v periodicky zaplavovaném území.
Na pobřeží Rudého moře a Perského zálivu slouží v době sucha jeho mladé větve a listy jako krmivo pro velbloudy a kozy, v Austrálii jsou tyto v době sucha drcené a užívané do krmiva dobytku, listy spadané do bahna slouží jako potrava krabům a do vody rybám. Květy poskytují včelám nektar pro tvorbu žádaného medu, který má ovocnou příchuť. Kouř z hořícího dřeva je účinný repelent proti komárům. Větší kmeny se používají na výrobu dřevěného uhlí, menší větve jsou žádaným palivovým dřívím.